# Taeniophyllum subtrilobum
Taeniophyllum subtrilobum är en orkidéart som beskrevs av Rudolf Schlechter. Taeniophyllum subtrilobum ingår i släktet Taeniophyllum och familjen orkidéer. Inga underarter finns listade i Catalogue of Life.